# Craig Klass
Edward Craig Klass, född 20 juni 1965 i Wiesbaden, är en amerikansk vattenpolospelare. Han ingick i USA:s landslag vid olympiska sommarspelen 1988 och 1992.
Klass gjorde två mål i den olympiska vattenpoloturneringen i Seoul där USA tog silver. Fyra år senare i Barcelona slutade USA på en fjärdeplats och Klass gjorde fem mål.
Klass studerade vid Stanford University. Förutom för OS-silver tog Klass silver i vattenpolo vid panamerikanska spelen 1991.